# 梅花镇 (乐昌市)
梅花镇，是中华人民共和国广东省韶关市乐昌市的一个乡镇级行政单位，位于东经113°04，北纬25°11，地处乐昌市西北部，是“梅辽四地”（梅花、云岩、沙坪、秀水四镇）的中心地带，是广东268个中心镇之一。全镇总面积197.7平方公里，总人口5.6万多，其中城镇区域人口达0.9万多人，总耕地面积2.8万亩。下辖17个村委会，共计240个村民小组，1个居民委员会。梅花镇属亚热带季风气候，年降水量1730毫米左右，雨量充足，四季分明。梅花镇全部为客家人，说客家话。
镇上有汤伟奇伉俪医院、梅花中学、梅花中心小学等公共设施资源。距离梅花镇最近的火车站——坪石镇火车站约14公里。最近的高速路口为G4(京珠高速公路)梅花出入口；坪乳公路贯穿全境、乐梅公路（在建）以梅花镇为起点。每逢日期尾数为3或者8时为梅花的集日，即梅花镇举行集市交易的日子，当地人称为赶闹子。

## 行政区划
下辖的17个村委会，分别是：
梅花街社区、关春村、三和村、梅花村、流山村、大富村、鹧鸪塘村、谭司村、大坪村、大塘边村、马糍湖村、深塘村、石带村、石溪村、铜山村、坪溪村、鹿村和清洞村。